# Палюдариум
Палюда́риум (лат. palus — болото) — прозрачный резервуар с искусственно созданной полуводной средой обитания для содержания водных, в том числе болотных и прибрежных растений, значительно возвышающихся над поверхностью воды, а также животных. Палюдариум может одновременно иметь признаки аквариума и террариума.
В палюдариуме необходима система орошения, либо ручное опрыскивание растений (2—3 раза в день), поддержание определённой температуры, наличие светового оборудования. В закрытом палюдариуме требуется обдув переднего стекла для предотвращения его запотевания.
Большого распространения не получил в виду сложности изготовления и эксплуатации. Действительно, аквариум должен быть закрытым, чтобы не испарялась вода и не попадала пыль. В закрытом палюдариуме стенки запотевают выше уровня воды и препятствуют наблюдению растений. Вследствие этого, необходимо применять сложные инженерные системы для вентиляции передней стенки или увлажнения растений при открытой конструкции. В открытом же палюдариуме необходимо применять систему орошения растений из-за быстрого испарения влаги.